# Anton von Wietersheim
Anton Gusinde von Wietersheim (* 10. Juni 1951 in Windhoek, Südwestafrika) ist ein ehemaliger namibischer Politiker. Er war Minister für Landwirtschaft.

## Ausbildung und Beruf
Von Wietersheim ist der Sohn des Farmers Friedrich-Paul von Wietersheim, 1904 in Berlin geboren, und der zweiten Ehefrau Anneliese Gusinde, selbst Tochter eines Farmers und 1914 in Windhoek geboren. Zu den direkten väterlichen Vorfahren gehört sein Großvater Oberstleutnant Paul von Wietersheim, dessen Bruder der Konteradmiral Friedrich von Wietersheim war.
Anton von Wietersheim wuchs auf der elterlichen Farm Gras am Fischfluss bei Kalkrand auf und besuchte die Deutsche Höhere Privatschule Windhoek. Nach dem Abitur 1970 absolvierte er seinen Wehrdienst beim südafrikanischen Militär. Zwischen 1972 und 1975 studierte von Wietersheim an den Universitäten in Kapstadt und Stellenbosch und schloss das Studium mit einem Bachelor der Landwirtschaftsverwaltung (B. Agric. Admin.) ab. Ab 1976 war er als Farmer und Safaripilot in Südwestafrika und Botswana tätig. In dieser Zeit übernahm er zahlreiche Ämter in Farmer- und Jagdvereinigungen. Zusammen mit seiner damaligen Frau, Erika von Wietersheim-Falk, gründete er 1980 als einer der ersten Farmer eine Schule für die Kinder seiner schwarzen Angestellten. Er setzt sich bis heute für Versöhnung und Ausgleich ein.
Seit 1998 war von Wietersheim Inhaber der Swakopmunder Buchhandlung, selbst auch schriftstellerisch tätig, die er im März 2011 an einen seiner Söhne abgab.
Er engagierte sich auch als Vorsitzender der Namibischen Industrie- und Handelskammer (Namibia Chamber of Commerce and Industry) in Swakopmund.

## Politische Laufbahn
Anton von Wietersheim gehörte 1985 zu den Mitbegründern der Gruppe „Namibia Peace Plan 435“. Die Gruppe, der vorwiegend weiße Bewohner des Landes angehörten, trat für die Unabhängigkeit Namibias auf der Basis der Resolution 435 des UN-Sicherheitsrates ein und führte hierzu Gespräche mit der Befreiungsorganisation SWAPO. 1989 wurde von Wietersheim, der als Integrationsfigur für weiße Namibier galt, für die SWAPO Mitglied der Verfassungsgebenden Versammlung Namibias. Nach der Unabhängigkeit des Landes war von Wietersheim von 1990 bis 1995 Abgeordneter der Nationalversammlung. 1991 wurde er zum Vizeminister für Wirtschaft, 1992 zum Landwirtschaftsminister ernannt. Aus diesem Amt entließ ihn Präsident Sam Nujoma 1993 wegen eines Disputs über eine von von Wietersheim aufgedeckte Korruptionsaffäre. 1999 verließ er die SWAPO und begründete diesen Schritt mit der zunehmenden Zentralisierung von Entscheidungsbefugnissen innerhalb der Partei.
Von 2010 bis 2015 gehört von Wietersheim erneut der namibischen Nationalversammlung an, nunmehr als Mitglied der oppositionellen Rally for Democracy and Progress (RDP).

## Privates
Von Wietersheim ist in zweiter Ehe verheiratet und hat fünf Kinder.

## Genealogie
- Hans Friedrich von Ehrenkrook, Jürgen Thiedicke von Flotow-Stuer, Friedrich Wilhelm Euler: Genealogisches Handbuch der Adeligen Häuser, B (Briefadel) 1954, Band I, Band 9 der Gesamtreihe GHdA, Hrsg. Deutsches Adelsarchiv, C. A. Starke, ISSN 0435-2408, Glücksburg (Ostsee) 1954, S. 473–475.; ff. bis Ausgabe 2014.